# Peter Lo
Peter Lo, auch Petrus Loh, Peter Loh und Peter vom Lohe (* 1530 in Elberfeld; † 13. September 1581) war ein deutscher reformatorischer Prediger. Da er nach einer kurzen Zeit als Kaplan erst in seinen letzten Lebensjahren wieder Einnahmen aus seiner Tätigkeit als Prediger hatte, betrieb er beruflich mit seiner Ehefrau eine Garnbleicherei. Er war Vater zweier Töchter.

## Leben
Peter Lo war der Sohn des Schulmeisters und Ratschreibers Johann Lo. Nach dem Besuch des Archigymnasiums Dortmund, aus welchem damals Theologen direkt entlassen wurden, war er ab 1552 als Kaplan in Elberfeld tätig. Er predigte im Sinne der erst ab 1522 von Luther öffentlich vertretenen Reformation, wobei er auch Hausgottesdienste abhielt und dort das Abendmahl in beider Gestalt anbot. Daraufhin wurde er in Düsseldorf als Ketzer angezeigt. Er flüchtete zu Franz II von Waldeck, Pfandherr im nahen Amt Beyenburg. Dessen Mutter, Anna von Kleve, war die zweite Ehefrau von Philipp von Waldeck und eine Anhängerin der Reformation. Die Familie besorgte ihm um 1554 eine Anstellung als Kaplan in Mengeringhausen in der Grafschaft Waldeck.
Seine in Mengeringhausen verfasste Schrift „Eynfeltige bekantniss vnd vnuerfelschter Euangelischer Bericht der waren Christlichen, Apostolischen vnnd alt Catholischen mutter Kirchen, Welcher gestalt man das heylige Nachtmal vnsers Herrn Jesu Christi außteylen vnd entpfahen solle“, die 1556 in Marburg gedruckt wurde, widmete er seinen Beschützern aus der Familie derer von Waldeck. In ihr verteidigt er die Auslegung Luthers zum Abendmahl.
Die Ratsherren in Mengeringhausen beschwerten sich allerdings bei ihrer Herrschaft darüber, dass Lo oft nicht in seiner Pfarrei anzutreffen war. Wahrscheinlich hielt er sich oft auf Burg Beyenburg bei seinen Beschützern auf. 1558 wurde er dorthin berufen. Damit war er auch wieder in der Nähe seiner Anhänger in Elberfeld. In Elberfeld hatte sich mit dem Pfandherrn Johann Kettler, Bruder von Gotthard Kettler und resignierten Bischof Wilhelm Kettler, die herrschaftliche Meinung zugunsten der reformatorischen Bewegung gewandelt. 1560 wurde ein neuer Pfarrer eingesetzt, der gegenüber der lutherischen Lehre einen versöhnliche Meinung vertrat. Daraufhin wagte Lo es 1561 wieder, öffentlich zu predigen. Er wurde erneut angeklagt und der Herzog von Jülich-Kleve-Berg ließ ihn am 19. Oktober 1561 in Solingen inhaftieren. Auf Fürsprache des örtlichen Marschalls und von Anna von Kleve wurde er zum 10. November unter der Bedingung, in Elberfeld nicht mehr aufzutreten, aus der Haft entlassen.
1565 wurde er vom Landesherrn beauftragt, die inhaftierten Wiedertäufer im Amt Blankenberg und im Amt Bensberg von ihrem Glauben abzubringen. Dies geschah in Gesprächen im Juni/Juli des Jahres teilweise in Gegenwart des Herzogs. Lo nahm das Angebot, sich wieder als ordentlicher Pfarrer zu betätigen, nicht an. Er erhielt aber im Oktober 1561 die Erlaubnis, wieder in Elberfeld zu predigen. Der dortige Pfarrer war zwischenzeitlich zur reformierten Kirche gewechselt und Lo predigte mit diesem im Sinne des Heidelberger Katechismus.
Von Herzog Wilhelm von Jülich-Kleve-Berg wurde Lo mit zwei weiteren Theologen beauftragt, eine von Georg Cassander verfasste Reformationsordnung zu prüfen, die dazu gedacht war, die Einheit der Kirche im Herzogtum zu erhalten. Einige von ihm vorgeschlagene Änderungen wurden in das Konzept eingearbeitet. Unter dem Einfluss von Fernando Álvarez de Toledo kam es, auch weil der gesundheitlich angeschlagene Herzog zu der Zeit zur Gegenreformation neigte, nie zu einer Veröffentlichung des Textes.
Lo wirkte in Elberfeld weiter als freier Prediger. 1574 erhielt er nach dem Tod des Ruhestandspriesters dessen Einkommen aus der Vikarie. Da er ein eigenes Haus besaß, in dem er weiter wohnte, überließ er das Vikariehaus der Schule von Elberfeld. Peter Lo starb am 15. September 1581.
Peter Lo hatte durch seine Schrift und seine Predigten wesentliche Anstöße zur Reformation im Bergischen Land gegeben.

## Werke
- Eynfeltige bekantniss vnd vnuerfelschter Euangelischer Bericht der waren Christlichen, Apostolischen vnnd alt Catholischen mutter Kirchen, Welcher gestalt man das heylige Nachtmal vnsers Herrn Jesu Christi außteylen vnd entpfahen solle, Marburg, Andreas Colbe, 1556
- Einfältiges Bekenntnis : Abendmahlstraktat an die Christen in Elberfeld von 1556, Faksimile des obigen Werks, hrsg. von Hermann-Peter Eberlein, Waltrop, 2002, ISBN 3-933688-80-9.
- Briefe von Peter Lo. Ein neuer Beitrag zur Geschichte des Elberfelder Predigers, hrsg. von Hermann Klugkist Hesse. In: ZBGV 70 (1949), S. 5–115.